# Этилметансульфонат
Этилметансульфонат (ЭМС) — органическое соединение с молекулярной формулой C3H8SO3. Сильный мутаген с тератогенным и, возможно, канцерогенным действием. Индуцирует случайные изменения (мутации) в генетическом материале по механизму замещения нуклеотидов. Обычно под действием ЭМС происходят только точечные изменения последовательности нуклеотидов (точечные мутации). Обычная частота мутаций при действии ЭМС в дозах, не приводящих к гибели организма, составляет от 5·10−4 до 5·10−2 на ген.
При взаимодействии ЭМС с ДНК происходит алкилирование гуанина. Этильная группа ЭМС реагирует с гуанином в ДНК, формируя необычное основание: O6-этилгуанин. Во время репликации ДНК ДНК-полимеразы, которые катализируют данный процесс, часто вместо цитозина напротив O6-этилгуанина размещают тимин. В последующих раундах репликации оригинальная комплиментарная пара G:С замещается на пару A:Т (транзиция). Часто такое изменение генетической информации вредно для клеток и может привести к патологии.
ЭМС часто используется в генетике, селекции и биоинженерии в качестве химического мутагена. Мутации, индуцированные ЭМС, изучаются при генетическом скрининге или с использованием других методов.